# Quebrada Guanillos (Caleta Esmeralda)
La quebrada Guanillos es un lecho seco se desarrolla en la Región de Antofagasta.
Esta quebrada es llamada también quebrada Las Lozas en el mapa USA-IGM.
No debe ser confundida con la quebrada Guanillos (Paposo) ubicada 100 km al norte.

## Historia
Luis Risopatrón la describe en su Diccionario Jeográfico de Chile: 374 
Guanillos (Quebrada de) 25° 52' 70° 45'. Tiene 4 950 hectáreas de hoya hidrográfica, corre hacia el SW, con abundantes aguadas en los pliegues de sus altos cerros i desemboca en la ribera de la caleta Esmeralda. 98, II, p. 389 i 503; i de Huanillos en 99, p. 14; i 161, I, p. 16.